# Lane Smith (auteur)
Pour les articles homonymes, voir Lane Smith (homonymie) et Smith.
Lane Smith   est un écrivain et illustrateur de livre pour enfant né le 25 août 1959 à Tulsa en Oklahoma. 

## Carrière
Lane Smith est reconnu pour ses livres pour enfants avec la collaboration de Jon Scieszka. Il a aussi fait partie du département d'art pour les films Monstres et Cie et James and the Giant Peach.

### Auteur et illustration
- (en) Glasses (Who Needs 'Em?), Viking Children's, 1991
- (en) The Big Pets, Viking Children's, 1991
- (en) The Happy Hocky Family!, Viking Children's, 1993
- (en) Flying Jake, Viking Children's, 1996
- Pinocchio, le garçon ou Incognito à Collodi, Seuil jeunesse, 2005 ((en) Pinnochio: The Boy, Viking Children's, 2002), trad. Philippe Paringaux  (ISBN 2-02-060684-4)
- (en) The Happy Hocky Family Moves to the Country!, Viking Children's, 2003
- (en) John, Paul, George, and Ben, Hyperion Press, 2006
- (en) Madam President, Viking Children's, 2008
- (en) The Big Elephant In The Room, Hyperion Press, 2009

- C'est un livre, Gallimard jeunesse, 2011 ((en) It's a Book, Roaring Brook Press, 2010), trad. Jean-François Ménard, 26 p.  (ISBN 978-2-07-069651-2)
- C'est un petit livre, Gallimard jeunesse, 2012 ((en) It's a Little Book, Roaring Brook Press, 2011), trad. Jean-François Ménard, 20 p.  (ISBN 978-2-07-064392-9)
- L'histoire en vert de mon grand-père, Gallimard jeunesse, 2012 ((en) Grandpa Green, Roaring Brook Press, 2011), trad. Catherine Gibert, 30 p.  (ISBN 978-2-07-064393-6)Caldecott Honor Book
- (en) Abe Lincoln's Dream, Roaring Brook Press, 2012
- (en) Return to Augie Hobble, Roaring Brook Press, 2015
- (en) There Is a Tribe of Kids, Roaring Brook Press, 2016
- (en) A Perfect Day, Roaring Brook Press, 2017

### Collaborations avec Jon Scieszka
- (en) The True Story of the Three Little Pigs, Viking Children's, 1989
- (en) The Stinky Cheese Man, Viking Children's, 1992
- (en) Math Curse, Viking Children's, 1995
- (en) Squids Will Be Squids, Viking Children's, 1998
- Balivernes : Henri P., Seuil jeunesse, 2004 ((en) Baloney, (Henry P.), Viking Children's, 2001)  (ISBN 2-02-053116-X)
- Drôles de sciences, Panama, 2007 ((en) Science Verse, Viking Children's, 2004), 44 p.  (ISBN 978-2-7557-0152-4)
- Z'avez pas vu Art ?, Panama, 2006 ((en) Seen Art?, Viking Children's, 2005), 48 p.  (ISBN 2-7557-0110-2)
- (en) Cowboy and Octopus, Viking Children's, 2007

### Autres illustrations
- Halloween ABC, Eve Merriam, Simon & Schuster, 1987
- James and the Giant Peach, Roald Dahl, Random House, 1996 édition
- Jack Prelutsky (trad. de l'anglais), La Formidable École castête : D'après le Docteur Seuss [« Hooray for Diffendoofer Day!, Dr. Seuss »], Seuil Jeunesse, 2002 (1re éd. 1998), 40 p. (ISBN 978-2020359580)
- George Saunders (trad. de l'anglais), Les gloutons glouterons du village de Frip [« The Very Persistent Gappers of Frip »], Gallimard jeunesse, 2003, 92 p. (ISBN 2-07-053612-2)
- Big Plans, Bob Shea, Hyperion, 2008
- Princess Hyacinth, Florence Parry Heide, Schwartz & Wade, 2009
- Judith Viorst (trad. de l'anglais), Lulu et le brontosaure [« Lulu and the Brontosaurus »], Milan, 2012, 123 p. (ISBN 978-2-7459-5614-9)
- Judith Viorst (trad. de l'anglais), Lulu n'a peur de rien [« Lulu Walks the Dogs »], Milan, 2014, 154 p. (ISBN 978-2-7459-6272-0)
- Kid Sheriff and the Terrible Toads, Bob Shea, Roaring Brook, 2014
- Penguin Problems, Jory John, Random House, 2016
- I'm Just No Good at Rhyming and Other Nonsense for Mischievous Kids and Immature Grown-Ups, Chris Harris, Little, Brown, 2017
- A House That Once Was, Julie Fogliano, Roaring Brook, 2018
- Giraffe Problems, Jory John, Random House, 2018

## Récompenses
- 1992 : Caldecott Honor Book - The Stinky Cheese Man, and Other Fairly Stupid Tales
- 2011 : Caldecott Honor Book - L'histoire en vert de mon grand-père (Grandpa Green)
- 2017 : Médaille Kate-Greenaway - La Tribu des enfants (There Is a Tribe of Kids)[1]